# Flabellum flexuosum
Flabellum flexuosum är en korallart som beskrevs av Stephen D. Cairns 1982. Flabellum flexuosum ingår i släktet Flabellum och familjen Flabellidae.
Artens utbredningsområde är Södra Ishavet. Inga underarter finns listade i Catalogue of Life.